# دهه ۳۳۰ (میلادی)

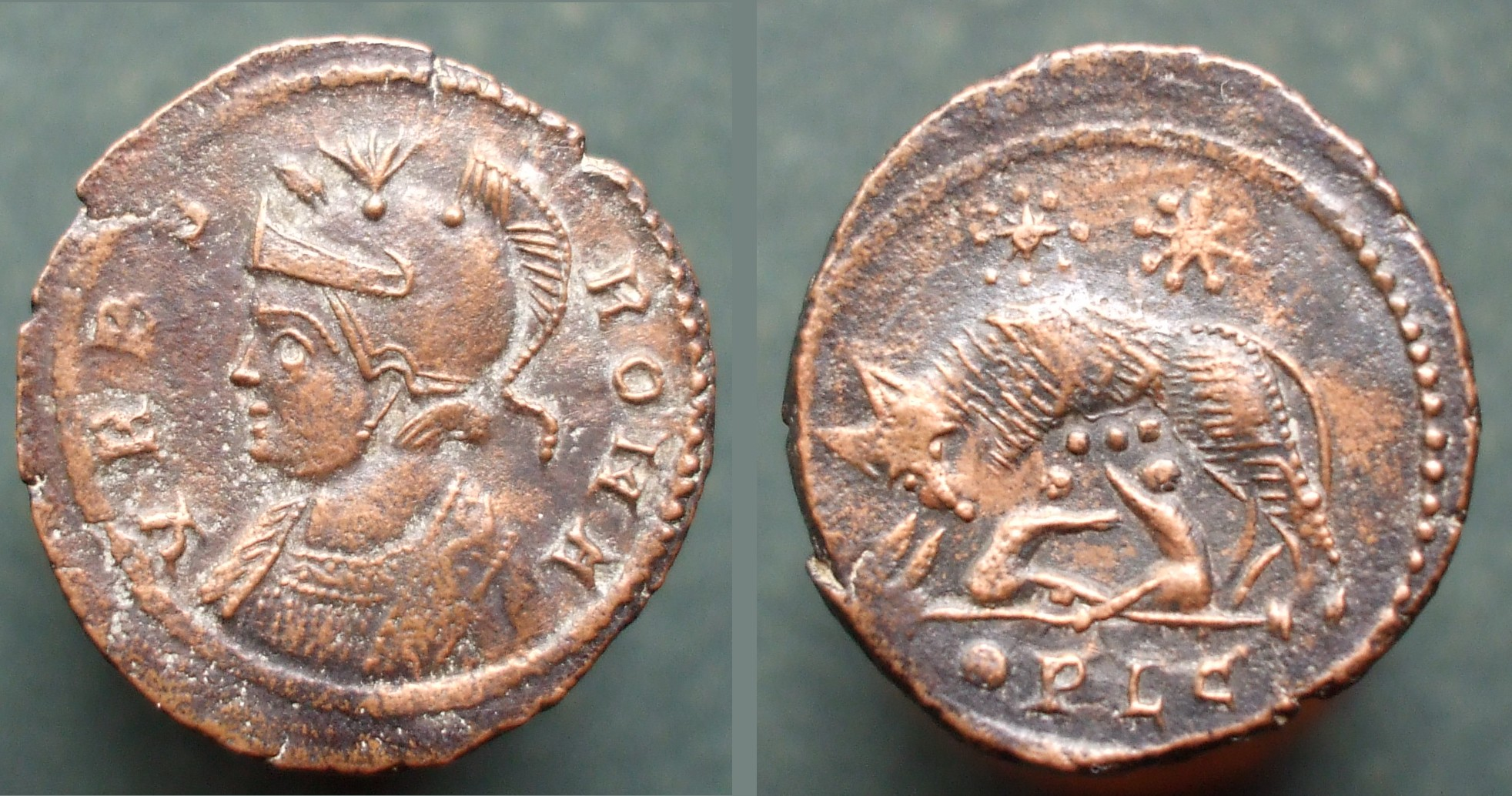
نمونه سکه دهه ۳۳۰

دهه ۳۳۰ (میلادی) دهه سی و سوم تقویم میلادی است.

## درگذشتگان
‎